# Rehleitenkopf
Der Rehleitenkopf ist ein 1338 m ü. NHN hoher Berg im bayerischen Inntal. Er ist geografisch dem östlichen Mangfallgebirge in den Bayerischen Voralpen zuzuordnen.

## Lage
Der Berg liegt im östlichsten Teil der Wendelsteingruppe des Mangfallgebirges auf dem Gebiet der Gemeinde Flintsbach am Inn im Landkreis Rosenheim. Er ist der Nachbargipfel des nur etwa 700 Meter nordnordöstlich liegenden 1337 Meter hohen Großen Riesenkopfs, mit dem er über einen etwa 1220 Meter hohen Pass verbunden ist.

## Beschreibung
Nach Westen fällt der Rehleitenkopf steil in das etwa 700 Meter tiefer liegende Tal des Förchenbachs ab, durch das die Tatzelwurmstraße verläuft. Der Steilhang ist bewaldet und trägt den Namen „Rehleite“ (von Leite = Abhang). Nach Osten fällt der Berg wesentlich flacher zu dem etwa 200 Meter unterhalb des Gipfels liegenden Bergbauernhof Hohe Asten ab. Der Osthang ist nur wenig bewaldet und ansonsten mit Gras bewachsen. Der Gipfel ist ein aus dem Wald vortretender Felsen, der ein hölzernes Gipfelkreuz trägt.

## Aufstieg
Der kürzeste Aufstieg führt von einem 783 Meter hoch gelegenen Wanderparkplatz an der Tatzelwurmstraße direkt auf den Rehleitenkopf. Die oberen 200 Höhenmeter können als Rundweg begangen werden, auf dem Rückweg über die Hohe Asten gibt es am Ende allerdings noch einmal einen Anstieg um etwa 35 Meter zum ursprünglichen Weg.
Ein längerer Aufstieg führt von dem 484 Meter hoch gelegenen Wanderparkplatz an der Rachelwand in Flintsbach aus vorbei an der Burg Unter-Falkenstein, dem Petersberg und dem Bergbauernhof Bauer am Berg wahlweise über die Hohe Asten oder über den Großen Riesenkopf auf den Rehleitenkopf.